# Celler d'Espiells
El Celler d'Espiells és una obra de Sant Sadurní d'Anoia (Alt Penedès) protegida com a Bé Cultural d'Interès Local.

## Descripció
El conjunt, format per quatre edificis (el celler, les oficines, el magatzem i la torre), es distribueix formant una plaça que tanca un dels costats amb una paret vegetal que dona pas a les vinyes.
El celler és un edifici de 7 metres d'alçada i coberta a dues aigües, que s'alça sobre arcades cada 6.5 metres. S'obre a la plaça a través d'una porxada amb portes correderes transparents que contrasta amb la manca d'obertures de la façana contrària.
L'edifici d'oficines té planta quadrada amb coberta a dues aigües. L'estructura s'aixeca sobre pilars de formigó. Dues de les façanes, tancades amb vidrieres, estan reculades respecte a la coberta formant una porxada.
L'estructura de l'edifici d'expedicions i magatzem s'aixeca sobre grans arcades de 18 metres de llum arriostrades per dues parets arquejades i paral·leles que formen el passadís de distribució. La façana que dona a la plaça és una successió d'obertures i contraforts.

## Història
A finals del segle xx, la indústria del cava viu un moment d'expansió. Apareixen nous productors que juntament amb petits elaboradors tradicionals es fan un lloc al mercat i consoliden les seves posicions.
La família Juvé participa d'aquest procés endegant la construcció d'unes noves caves i un celler a la finca d'Espiells, a peu de les vinyes.